# Џефери Тејлор
Џефери Тејлор (енгл. Jeffery Matthew Taylor; Норћепинг, 23. мај 1989) је шведско-амерички кошаркаш. Игра на позицијама бека и крила, а тренутно наступа за Вулфсе.

## Успеси

### Клупски
- Реал Мадрид:
  - Евролига (1): 2017/18.
  - Првенство Шпаније (3): 2015/16, 2017/18, 2018/19.
  - Куп Шпаније (3): 2016, 2017, 2020.
  - Интерконтинентални куп (1): 2015.
  - Суперкуп Шпаније (4): 2018, 2019, 2020, 2021.